# Nadine Hildebrand
Nadine Hildebrand (ur. 20 września 1987 w Stuttgarcie) – niemiecka lekkoatletka specjalizująca się w biegach płotkarskich.
Jej pierwszą międzynarodową imprezą mistrzowską były mistrzostwa Europy juniorów w Kownie, na których zajęła 6. miejsce w biegu na 100 metrów przez płotki (2005). Półfinalistka juniorskich mistrzostw świata (2006) oraz młodzieżowego czempionatu Europy (2007). W 2009 była szósta na halowych mistrzostwach Starego Kontynentu. Rok później zajęła 8. lokatę podczas mistrzostw Europy w Barcelonie. W latach 2011–2013 dwukrotnie odnotowała półfinał halowych mistrzostw Europy. W 2013 odpadła w tej samej fazie rywalizacji podczas mistrzostw świata w Moskwie. Siódma zawodniczka halowych mistrzostw świata w Sopocie (2014). W tym samym roku zajęła 6. miejsce na europejskim czempionacie w Zurychu. Podczas rozgrywanych w Amsterdamie (2016) mistrzostw Europy zawodniczka dotarła do półfinału biegu na 100 metrów przez płotki.
Wielokrotna złota medalistka mistrzostw Niemiec i reprezentantka kraju w drużynowym czempionacie Europy i w meczach międzypaństwowych.

## Osiągnięcia
| Rok  | Impreza                                 | Miejsce        | Konkurencja                     | Lokata     | Wynik |
| ---- | --------------------------------------- | -------------- | ------------------------------- | ---------- | ----- |
| 2005 | Mistrzostwa Europy juniorów             | Kowno          | bieg na 100 metrów przez płotki | 6. miejsce | 13,88 |
| 2006 | Mistrzostwa świata juniorów             | Pekin          | bieg na 100 metrów przez płotki | półfinał   | 13,95 |
| 2007 | Młodzieżowe mistrzostwa Europy          | Debreczyn      | bieg na 100 metrów przez płotki | półfinał   | 13,71 |
| 2009 | Halowe mistrzostwa Europy               | Turyn          | bieg na 60 metrów przez płotki  | 6. miejsce | 8,16  |
| 2010 | Halowe mistrzostwa świata               | Doha           | bieg na 60 metrów przez płotki  | półfinał   | 8,17  |
| 2010 | Mistrzostwa Europy                      | Barcelona      | bieg na 100 metrów przez płotki | 8. miejsce | 13,08 |
| 2011 | Halowe mistrzostwa Europy               | Paryż          | bieg na 60 metrów przez płotki  | półfinał   | 8,23  |
| 2012 | Mistrzostwa Europy                      | Helsinki       | bieg na 100 metrów przez płotki | półfinał   | 13,52 |
| 2013 | Halowe mistrzostwa Europy               | Göteborg       | bieg na 60 metrów przez płotki  | półfinał   | 8,11  |
| 2013 | Superliga drużynowych mistrzostw Europy | Gateshead      | bieg na 100 metrów przez płotki | 6. miejsce | 13,11 |
| 2013 | Mistrzostwa świata                      | Moskwa         | bieg na 100 metrów przez płotki | półfinał   | 13,04 |
| 2014 | Halowe mistrzostwa świata               | Sopot          | bieg na 60 metrów przez płotki  | 7. miejsce | 8,02  |
| 2014 | Mistrzostwa Europy                      | Zurych         | bieg na 100 metrów przez płotki | 6. miejsce | 13,01 |
| 2016 | Mistrzostwa Europy                      | Amsterdam      | bieg na 100 metrów przez płotki | półfinał   | 12,95 |
| 2016 | Igrzyska olimpijskie                    | Rio de Janeiro | bieg na 100 metrów przez płotki | półfinał   | 12,95 |
| 2017 | Mistrzostwa świata                      | Londyn         | bieg na 100 metrów przez płotki | eliminacje | 13,14 |

## Rekordy życiowe
- bieg na 60 metrów przez płotki (hala) – 7,91 (2014)
- bieg na 100 metrów przez płotki – 12,64 (2016)